# The Scattering
The Scattering – drugi album brytyjskiego zespołu Cutting Crew.

## Lista utworów
1. A Year In The Wilderness (4:45)
2. The Scattering (5:01)
3. Big Noise (4:01)
4. Everything But My Pride (5:10)
5. Handcuffs For Houdini (3:41)
6. (Between A) Rock & A Hard Place (4:17)
7. Tip Of Your Tongue (3:35)
8. Reach For The Sky (5:05)
9. The Last Thing (3:56)
10. Feel The Wedge (5:37)
11. Binkies Return (1:30)
12. (The Great One-Handed) Brag (6:06)